# Chiropetalum ruizianum
Chiropetalum ruizianum är en törelväxtart som först beskrevs av Johannes Müller Argoviensis, och fick sitt nu gällande namn av Ferdinand Albin Pax och Käthe Hoffmann. Chiropetalum ruizianum ingår i släktet Chiropetalum och familjen törelväxter.
Artens utbredningsområde är Peru. Inga underarter finns listade i Catalogue of Life.